# Lew Allen
Lew Allen (Miami, 30 settembre 1925 – Potomac Falls, 4 gennaio 2010) è stato un generale statunitense della United States Air Force che servi come decimo Capo di stato maggiore dell'Aeronautica degli Stati Uniti.